# Louise Erdrich
Karen Louise Erdrich (Little Falls, 7 giugno 1954) è una scrittrice e poetessa statunitense.
 È autrice anche di libri per bambini.
I personaggi e gli ambienti delle sue opere sono in prevalenza nativi americani. È un membro iscritto della Turtle Mountain Band of Chippewa Indians, una tribù di Anishinaabeg (noti anche come Ojibwa e Chippewa).
Erdrich è riconosciuta come una delle scrittrici più significative della seconda ondata del Rinascimento dei nativi americani. Nel 2009, il suo romanzo Il giorno dei colombi (The Plague of Doves) è stato finalista al Premio Pulitzer per la narrativa ed ha anche ricevuto un Anisfield-Wolf Book Award. 
Nel novembre del 2012, ha ricevuto il National Book Award per la narrativa con il romanzo La casa tonda (The Round House).
È stata sposata con lo scrittore Michael Dorris ed assieme hanno pubblicato diversi libri. Nel 2021 ha vinto il Premio Pulitzer per la narrativa per il romanzo Il guardiano notturno.
È anche proprietaria della Birchbark Books, una piccola libreria indipendente a Minneapolis che si occupa principalmente di letteratura dei nativi americani e della comunità dei nativi nelle Twin Cities.

## Biografia
Louise Erdrich è nata a Little Falls, Minnesota, primogenita dei sette figli di Ralph Erdrich, un tedesco-americano, e di sua moglie Rita Joanne (nata Gourneau), metà franco-americana e metà Ojibway. Entrambi i genitori insegnarono in un collegio a Wahpeton (Dakota del Nord), istituito dal Bureau of Indian Affairs, e il suo nonno materno, Patrick Gourneau, fu presidente tribale per la Turtle Mountain Band of Chippewa Indians per molti anni.

Quando era bambina, il padre le pagava un nickel per ogni storia che lei scriveva. Sua sorella Heidi è una poetessa che vive anche in Minnesota e pubblica con il nome di Heid E. Erdrich.

Un'altra sorella, Lise Erdrich, ha scritto libri e collezioni di narrativa e saggistica per bambini.

Erdrich frequentò il Dartmouth College dal 1972 al 1976 nella sua prima classe in coeducazione e conseguì il Bachelor of Arts in inglese. Lì incontrò il suo futuro marito, l'antropologo e scrittore Michael Dorris, allora direttore del nuovo programma di studi sui nativi americani. Erdrich conseguì il Master of Arts frequentando i Writing Seminars della Johns Hopkins nel 1979. 
Sposò Michael Dorris nel 1981 e allevarono tre figli adottati e tre figli biologici fino alla loro separazione nel 1995 e al suicidio del Dorris nel 1997. Louise Erdrich vive nel Minnesota.
Tornò al Dartmouth nel 2009 per ricevere una laurea honoris causa in lettere e tenere il discorso augurale per i neo-laureati.

Louise Erdrich e le sue due sorelle hanno ospitato seminari di scrittori nella Turtle Mountain Indian Reservation nel Nord Dakota.

## La scrittrice
L'eredità culturale di entrambi i genitori è influente in tutti gli aspetti della sua vita e preminente nel suo lavoro.
Nel 1979 ha scritto The World's Greatest Fisherman, un racconto breve su June Kashpaw, una donna divorziata Ojibwe, la cui morte per ipotermia fa ritornare a casa i suoi parenti in una immaginaria riserva nel Nord Dakota, per il suo funerale. Con esso ha vinto il premio Nelson Algren Short fiction e poi è diventato il primo capitolo del suo romanzo d'esordio, Love Medicine, edito da Holt, Rinehart e Winston nel 1984.
Love Medicine ha vinto nel 1984 il National Book Critics Circle Award.
È stato anche presentato al National Advanced Placement Test for Literature.
Dopo Love Medicine ha pubblicato The Beet Queen (1986), dove ha continuato con la sua tecnica di usare più narratori, ma ha sorpreso molti critici espandendo l'universo immaginario di riserve di Love Medicine per includere la vicina città di Argusville, nel Dakota del Nord. I personaggi nativi sono tenuti sullo sfondo in The Beet Queen mentre Erdrich pone l'attenzione sulla comunità tedesco-americana. L'azione del romanzo si svolge in gran parte prima della Seconda guerra mondiale.
The Beet Queen è stato oggetto di un duro attacco da parte della scrittrice nativa Leslie Marmon Silko, che ha accusato Erdrich di essere più interessata alla tecnica del postmoderno che alle lotte politiche dei popoli nativi.
Tuttavia, Erdrich e Silko sembrano aver superato tale disaccordo e sono ora in rapporti più amichevoli, forse perché Erdrich si è più saldamente radicata nella comunità nativa con la sua libreria e tipografia.
Tracks (1988) risale al XX secolo, alla formazione della riserva, e introduce la figura del trickster Nanapush, che ha un chiaro debito col Nanabozho.
Il romanzo di Erdrich più radicato nella cultura Anishinaabeg (almeno fino a Four Souls), Tracks, mostra i primi conflitti tra i modi tradizionali e la Chiesa cattolica romana. The Bingo Palace (1994) aggiorna, ma non risolve, vari conflitti di Love Medicine. Ambientato negli anni 1980, descrive gli effetti positivi e negativi di un casinò e di una fabbrica sulla comunità della riserva. Infine, Tales of Burning Love (1997) finisce la storia di suor Leopolda, un personaggio ricorrente di tutti i libri precedenti, e introduce una nuova serie di bianchi nell'universo della riserva.
The Antelope Wife (1998), prima opera di Erdrich dopo il divorzio da Dorris, è stato il primo dei suoi romanzi che interrompe la continuità con i libri precedenti. Successivamente è ritornata alla riserva e città vicine, ed ha pubblicato cinque romanzi dal 1998 che si occupano di eventi in quella zona di fantasia. Tra questi ci sono The Last Report on the Miracles at Little No Horse (2001) e The Master Butchers Singing Club (2003), un macabro giallo che attinge ancora una volta ai patrimoni nativo-americano e tedesco-americano di Erdrich.
Entrambi i romanzi hanno riferimenti geografici e personaggi collegati con The Beet Queen. Nel 2009, il romanzo della Erdrich The Plague of Doves è stato nominato finalista al Premio Pulitzer per la narrativa. La storia racconta il linciaggio realmente accaduto di quattro persone native, ingiustamente accusate di aver ucciso una famiglia di bianchi e l'effetto di questa ingiustizia sulle generazioni attuali. 
La serie di romanzi complessivamente realizzata da Erdrich è stata paragonata ai romanzi Yoknapatawpha di William Faulkner. Come Faulkner, Erdrich ha scritto più opere ambientate nella stessa zona immaginaria e combina l'affresco della storia locale con i temi attuali e la coscienza moderna.

## Birchbark Books
La libreria Birchbark Books ospita letture letterarie e altri eventi, tra cui la distribuzione dei nuovi libri di Erdrich così come le opere e notizie sulle attività di altri scrittori, in particolare scrittori nativi locali. Erdrich e il suo staff considerano la Birchbark Books una "libreria educativa".
Oltre ai libri, il negozio vende opere d'arte, medicine tradizionali e gioielli creati dai nativi. Una piccola casa editrice senza scopo di lucro fondata da Erdrich e da sua sorella, la Wiigwaas Press, è associata con il negozio.

## Opere

### Romanzi
- Medicina d'amore (Love Medicine) (1984); trad. Patrizia Bonomi, Milano, Mondadori, 1985
- The Beet Queen (1986)
- Tracce (Tracks) (1988), in lingua italiana Giangiacomo Feltrinelli Editore (1992)
- The Crown of Columbus [con Michael Dorris] (1991)
- The Bingo Palace (1994)
- Tales of Burning Love (1997)
- The Antelope Wife (1998)
- The Last Report on the Miracles at Little No Horse (2001)
- The Master Butchers Singing Club (2003)
- Four Souls (2004)
- The Painted Drum (2005)
- Il giorno dei colombi (The Plague of Doves) (Harper, 2008), in lingua italiana edizioni Feltrinelli (2013)
- Passo nell'ombra (Shadow Tag) (Harper, 2010), in lingua italiana edizioni Feltrinelli (2011)
- La casa tonda (The Round House) (2012)[21]
- LaRose (2016)
- La casa futura del dio vivente (Future Home of the Living God) (2017), in lingua italiana edizioni Feltrinelli (2018)
- Il guardiano notturno (The Night Watchman) (Harper, 2020), in lingua italiana edizioni Feltrinelli (2021)
- L'anno che bruciammo i fantasmi (The Sentence) (2021), in lingua italiana edizioni Feltrinelli (2023)
- La grande piena (The mighty red, 2024), Feltrinelli, 2025, ISBN 9788807036354

### Raccolte di racconti
- The Red Convertible: Collected and New Stories 1978-2008 (2009)

### Opere per bambini
- Grandmother's Pigeon (1996)
- The Birchbark House (1999)
- The Range Eternal (2002)
- The Game of Silence (2005)
- The Porcupine Year (2008)
- Chickadee (2012)

### Poesie
- Jacklight (1984)
- Baptism of Desire (1989)
- Original Fire: Selected and New Poems (2003)

### Saggistica
- Route Two (con Michael Dorris) (1990)
- The Blue Jay's Dance: A Birthyear (1995)
- Books and Islands in Ojibwe Country (2003)

### Collaborazioni
- The Broken Cord di Michael Dorris (prefazione) (1989)
- The Best American Short Stories 1993 (curatrice con Katrina Kenison) (1993)

### Interviste
- (EN) Allan Richard Chavkin, Nancy Feyl Chavkin (a cura di), Conversations with Louise Erdrich and Michael Dorris, Jackson (Mississippi), University Press of Mississippi, 1994, ISBN 978-0878056521.
Visualizzazione limitata su Google Libri: (EN) Conversations with Louise Erdrich and Michael Dorris, su books.google.it. URL consultato il 10 gennaio 2015.
- (EN) Lisa Halliday, Louise Erdrich, The Art of Fiction, in The Paris Review, n. 208, New York, The Paris Review Foundation, inverno 2010. URL consultato il 1º gennaio 2015 (archiviato il 2 novembre 2014).

## Premi
- 1983 Pushcart Prize per la Poesia[22]
- 1984 National Book Critics Circle Award per la narrativa, per Love Medicine[14]
- 1985 American Book Awards per Love Medicine[23] e 2013 per La casa tonda[24]
- 1985 Guggenheim Fellowship in Creative Arts[25]
- 1987 O. Henry Award per il racconto Fleur (pubblicato su Esquire, agosto 1986)[26]
- 1999 World Fantasy Award, per The Antelope Wife[27]
- 2000 Lifetime Achievement Award dai Native Writers' Circle of the Americas[28]
- 2005 Associate Poet Laureate of North Dakota[29]
- 2006 Scott O'Dell Award for Historical Fiction, per il libro per ragazzi The Game of Silence[30]
- 2007 University of North Dakota - Dottorato onorario dall'University of North Dakota; il titolo onorifico fu rifiutato dalla Erdrich perché non apprezzava che la mascotte e il logo della squadra sportiva dell'università fosse il North Dakota Fighting Sioux.[31][32]
- 2009 Honorary Doctorate (Doctor of Letters) al Dartmouth College[11][33]
- 2009 Anisfield-Wolf Book Award, per Plague of Doves[34]
- 2012 National Book Award per la narrativa per The Round House[35][36][37]
- 2013 Rough Rider Award[38]
- 2014 Richard C. Holbrooke Distinguished Achievement Award[39]
- 2014 PEN / Saul Bellow Award Achievement in American Fiction[40]
- 2017 Premio Owen Wister[41]
- 2021 Premio Pulitzer per la narrativa

## Approfondimenti

### Monografie
- (EN) Frances Washburn, Tracks on a Page: Louise Erdrich, Her Life and Works: Louise Erdrich, Her Life and Works, Santa Barbara, California :, Praeger, 2013, ISBN 9780313392573.
Visualizzazione limitata su Google Libri: (EN) Tracks on a Page: Louise Erdrich, Her Life and Works: Louise Erdrich, Her Life and Works, su books.google.it, ABC-CLIO. URL consultato il 6 gennaio 2015.
- (EN) David Stirrup, Louise Erdrich, Manchester, Manchester University Press, 2012.
Visualizzazione limitata su Amazon: (EN) Louise Erdrich, su amazon.co.uk. URL consultato il 6 gennaio 2015.
- (EN) Peter G. Beidler e Gay Barton, A Reader's Guide to the Novels of Louise Erdrich, Columbia (Missouri), University of Missouri Press, 2006. URL consultato il 6 gennaio 2015.
Visualizzazione limitata su Google Libri: (EN) A Reader's Guide to the Novels of Louise Erdrich, su books.google.it. URL consultato il 6 gennaio 2015.
- (EN) Connie A. Jacobs, The novels of Louise Erdrich - stories of her people, New York, Peter Lang, 2001, ISBN 9780820440279. URL consultato il 6 gennaio 2015.
- (EN) Lorena Laura Stookey, Louise Erdrich: A Critical Companion, Westport (Connecticut), Greenwood Press, 1999  [1999], ISBN 9780313306129. URL consultato il 6 gennaio 2015.
Visualizzazione limitata su Google Libri: (EN) Louise Erdrich: A Critical Companion, su books.google.it. URL consultato il 6 gennaio 2015.

### Raccolte di saggi
- (EN) P. Jane Hafen (a cura di), Louise Erdrich: Critical Insights, Ipswich (Massachusetts), Salem Press, 2012, ISBN 978-1429837231.
- (EN) Deborah L. Madsen, Louise Erdrich, London; New York, Continuum, 2011, ISBN 9781441110459.
Visualizzazione limitata su Google Libri:  Louise%20Erdrich%20Deborah%20L.%20Madsen&f=false Louise Erdrich: Tracks, The Last Report on the Miracles at Little No Horse, The Plague of Doves, su books.google.it. URL consultato il 6 gennaio 2015.
- (EN) Allan Richard Chavkin, The Chippewa landscape of Louise Erdrich, Birmingham (Alabama), University Alabama Press, 1999, ISBN 978-0817309558. URL consultato il 6 gennaio 2015.

### Guide didattiche
- (EN) Greg Sarris, Connie A. Jacobs, James Richard Giles (a cura di), Approaches To Teaching The Works Of Louise Erdrich, New York, Modern Language Association of America, 2004, ISBN 978-0873529150.

## Opere tradotte in italiano
- Passo nell'ombra (traduzione di Shadow tag), in I Narratori, Milano, Feltrinelli Editore, 2011, ISBN 9788807018336.
Visualizzazione limitata su Google Libri:  Passo nell'ombra, su books.google.it. URL consultato il 2 gennaio 2015.[42]
- La casa tonda (traduzione di The round house), in I Narratori, Milano, Feltrinelli Editore, 2013, ISBN 9788807030529.
Visualizzazione limitata su Google Libri:  La casa tonda, su books.google.it. URL consultato il 2 gennaio 2015.[43]
- Il giorno dei colombi, in I Narratori, Feltrinelli Editore.
Visualizzazione limitata su Google Libri:  Il giorno dei colombi, su books.google.it. URL consultato il 2 gennaio 2015.[44]
- La casa di betulla (traduzione di Birchbark house), Feltrinelli Kids, Milano, Feltrinelli Editore, 2006, ISBN 978-8807921025.
Visualizzazione limitata su Google Libri:  La casa di betulla, su books.google.it. URL consultato il 2 gennaio 2015.
- Medicina d'amore (traduzione di Love medicine), in I Narratori, Milano, Mondadori, 1985, ISBN 978-8804267089.
- Tracce (traduzione di Tracks), in I Narratori, Milano, Feltrinelli, 1992, ISBN 9788807700248.